# Kunszentmiklós
Kunszentmiklós – miasto na Węgrzech, w Komitacie Bács-Kiskun, siedziba władz powiatu Kunszentmiklós.